# 鉄印
鉄印（てついん）は、日本の鉄道において、来訪者向けに押印される印章、およびその印影。文字や図案を組み合わせて提供される。寺社で授与される御朱印をモチーフにしている。
第三セクター鉄道等協議会（三セク協）と旅行読売出版社による共同連携事業。「鉄印」（第6282439号）ならびに「鉄印帳」（第6233104号）は、旅行読売出版社の登録商標である。
本項では、読売新聞大阪本社が運営し、NFT化された鉄印をスマートフォンで購入できるWEBアプリ版の鉄印帳デジタル（鉄印帳DIGITAL）についても述べる。 

## 概要
三セク協加盟鉄道事業者のうち、40社にて販売を行ない、各鉄道事業者の所定の販売箇所等で、台帳に相当する「鉄印帳」を税込み2,200円（鉄印帳1周年記念「鉄カード付き 金の鉄印帳」およびデニム生地で製作された「トキ鉄特別仕様鉄印帳」は税込み2,500円）で購入し、当日有効な乗車券類を提示した上、記帳料（鉄道事業者により異なるが税込み300円から）を支払うと、14cm×11cmほどの「鉄印」が購入できる。
発案者は、くま川鉄道代表取締役社長で、美容師でもある永江友二。第三セクター鉄道は、全国的に経営が厳しいことをかねてより気にかけていたところ、永江の妻が御朱印帳を持って神社へ参拝しているのを見て、娘から「鉄道でも何か出来るんじゃない？」と言われ、御朱印をモチーフに、鉄印帳というネーミングをひらめく。このアイディアを基に旅行読売出版社が商品化し、2020年7月10日より販売を開始したものである。
鉄印のデザインは、事業者名または路線名を記した黒い文字と鉄道事業者のロゴなどを記した赤い印の組み合わせで、寺社で授与される御朱印に似ており、御朱印と同様「鉄印帳へ直接記帳する鉄印」と、奉書紙などに揮毫ないし印刷された状態で販売（日付は販売時に記載）され、自ら鉄印帳の所定箇所へ貼り付ける「書き置き鉄印」がある。
書き置き鉄印の素材は、一般的な奉書紙や和紙をはじめ、わたらせ渓谷鐵道では沿線の伝統的工芸品「桐生織」による絵画織物で製作された鉄印

、えちごトキめき鉄道では沿線の日本製鉄直江津製造所で製造されるチタン製品「TranTixxii」と、新潟産コシヒカリの稲わらから造られた紙で製作された受注生産限定の鉄印（雪月花プレミアム鉄印）
、IRいしかわ鉄道では沿線の特産品である金箔で製作された「北陸デスティネーションキャンペーン記念プレミアム鉄印」も存在する。
以上のことから、各鉄道事業者によっては、1社だけで多彩な種類の鉄印を販売していることもあり、2021年4月16日からは、ページ数を半減した上、ページ面から各鉄道事業者名の記載を排し、自由に鉄印を集めることが出来る「鉄印帳（フリー版）」が税込み1,320円で発売開始された。
全40社の鉄印をコンプリートすると、希望者には「鉄印帳マイスター」の称号が授与され、シリアルナンバーが刻印された「鉄印帳マイスターカード」が発行される。併せて、旅行読売出版社の公式サイト「たびよみ」において、シリアルナンバー・住所（都道府県のみ）・氏名（匿名希望やペンネームも可）が公示される。
2023年4月22日、桃太郎電鉄シリーズのゲームソフト「桃太郎電鉄 〜昭和 平成 令和も定番!〜」とコラボレーションした鉄印「桃鉄印」の発売（税込み300円）が全40社一斉で開始され、同時に桃太郎電鉄バージョンの特別版鉄印帳「桃鉄印帳」の発売（税込み2,200円）も開始された。桃鉄印は、各鉄道事業者ごとにゲームで登場する桃太郎や貧乏神などのメインキャラクターをはじめ、歴史ヒーローや名産怪獣キャラクターをあしらい、全て異なるデザインとなっている。当初は2024年3月31日までの期間限定であったが、好評につき、2025年3月31日まで販売期間が延長された。
2024年2月15日、全40社の鉄印をコンプリートした「鉄印帳マイスター」が累計2,000人を突破するのに合わせて、希望者に発行される「鉄印帳マイスターカード」のシリアルナンバー「T02-2001」以降発行のカードから、従前の紺色から濃い翠（みどり）色を基調としたデザインにリニューアルされ、裏面にデザインされている三セク協加盟各社のシンボルマークに、新たにハピラインふくいを加えた41社がデザインされたものとなった。

### 鉄印帳「エリア限定版」の販売開始
2024年10月4日、鉄印をより手軽に集められるよう、エリアを限定した「鉄印帳」の第1弾として、三セク協の北海道・東北ブロック加盟各社と、三セク協加盟各社以外では初めて、新たに東北鉄道協会加盟各社のうち三セク協非加盟の6社を加えた、計14社の鉄印を集められる「鉄印帳（東北・道南エリア版）」が税込み1,650円で販売開始された。
2025年3月30日、エリアを限定した「鉄印帳」の第2弾として、三セク協の中部ブロック加盟各社のうち6社と、静岡県・愛知県・岐阜県・三重県内の鉄道事業者10社を加えた、計16社の鉄印を集められる「鉄印帳（東海エリア版）」が税込み1,800円で販売開始された。
今後は、各地のエリア版を企画し、連携する鉄道事業者を更に増やしていくとしている。
なお、三セク協加盟各社以外の鉄印の購入にあたっては、当該鉄道事業者において乗車券類を購入（提示）の上、「エリア限定版鉄印帳」または「鉄印帳（フリー版）」「桃鉄印帳」いずれかの提示で購入可能であるが、三セク協加盟40社の記帳ページしかない、通常版の「鉄印帳」の提示では購入することが出来ない。

また、いずれの「エリア限定版鉄印帳」参加鉄道事業者の鉄印を全てコンプリートしても、先述の「鉄印帳マイスター」の称号は授与されない。

### 鉄印帳デジタルによる「鉄印NFT」の販売開始
2024年3月19日、NFT化された鉄印（鉄印NFT）をスマートフォンで購入できるWEBアプリ版の「鉄印帳デジタル（鉄印帳DIGITAL）」のサービスが開始された。
こちらは、旅行読売出版社と同じ読売新聞グループの傘下である読売新聞大阪本社が運営を行ない、ユーザー登録（登録は無料）後、各鉄道事業者の駅や列車内などに設置されたQRコードをスマートフォンで読み取り、クレジットカード（一部のブランドデビットカード・ブランドプリペイドカードも可）またはApple Pay決済にて記帳料（税込み550円から）を支払うと、シリアルナンバーなどが付与された「鉄印NFT」が購入できる。
鉄印NFTの購入にあたっては、先述の通り「QRコードを読み取ることができるスマートフォン」と「決済に必要なクレジットカードまたはApple Pay」が必要となるが、鉄印の購入では必須である「鉄印帳」および「当日有効な乗車券類」の購入（提示）が不要となっている。
このほか、動画を再生することができる鉄印NFT、現地を訪れることなく購入することができる「特別企画鉄印NFT」

なども用意され、キャンペーン企画による特別デザイン鉄印NFTの無料配布なども実施されている。
2024年9月20日にしなの鉄道と平成筑豊鉄道、同年10月1日に阿武隈急行での鉄印NFTの販売開始をもって、三セク協加盟各社のうち40社の鉄印NFTが出揃った。

## 鉄印・鉄印NFTを販売する鉄道事業者
※印は、2025年3月30日現在、鉄印NFTを販売していない鉄道事業者。
★印は、動画の鉄印NFTを販売している鉄道事業者。
◎印は、列車内で鉄印NFTを販売している鉄道事業者。

### 鉄印帳（通常版）
2024年10月1日現在、三セク協加盟41社のうち、中部ブロックのハピラインふくいを除く、下記の40社で販売を行なっている。

- 北海道・東北ブロック
  - 道南いさりび鉄道
  - 三陸鉄道
  - IGRいわて銀河鉄道 ★
  - 秋田内陸縦貫鉄道
  - 由利高原鉄道 ★
  - 山形鉄道 ◎
  - 阿武隈急行
  - 会津鉄道 ◎
- 関東・新潟ブロック
  - 野岩鉄道
  - わたらせ渓谷鐵道 ◎
  - 真岡鐵道
  - 鹿島臨海鉄道
  - いすみ鉄道
  - 北越急行 ★
  - えちごトキめき鉄道
- 中部ブロック
  - しなの鉄道
  - あいの風とやま鉄道
  - IRいしかわ鉄道
  - のと鉄道 ◎
  - 明知鉄道 ★
  - 長良川鉄道
  - 樽見鉄道
  - 天竜浜名湖鉄道
  - 愛知環状鉄道
  - 伊勢鉄道
- 近畿・中国・四国ブロック
  - 信楽高原鐵道
  - 京都丹後鉄道（北近畿タンゴ鉄道）[注 14]
  - 北条鉄道
  - 若桜鉄道
  - 智頭急行
  - 井原鉄道 ★
  - 錦川鉄道
  - 阿佐海岸鉄道
  - 土佐くろしお鉄道
- 九州ブロック
  - 平成筑豊鉄道[注 15]
  - 甘木鉄道
  - 松浦鉄道
  - 南阿蘇鉄道
  - くま川鉄道
  - 肥薩おれんじ鉄道

（）

### 鉄印帳（東北・道南エリア版）
2024年10月4日現在、三セク協加盟41社のうち北海道・東北ブロックの8社と、東北鉄道協会加盟19社のうち三セク協非加盟の6社を合わせた、下記の14社で販売を行なっている。

- 三セク協 北海道・東北ブロック
  - 道南いさりび鉄道
  - 三陸鉄道
  - IGRいわて銀河鉄道 ★
  - 秋田内陸縦貫鉄道
  - 由利高原鉄道 ★
  - 山形鉄道 ◎
  - 阿武隈急行
  - 会津鉄道 ◎
- 東北鉄道協会加盟事業者
  - 青い森鉄道 ※
  - 弘南鉄道 ※
  - 津軽鉄道 ※
  - 青函トンネル記念館（青函トンネル竜飛斜坑線） ※
  - 仙台空港鉄道 ※
  - 福島交通（飯坂線） ※

### 鉄印帳（東海エリア版）
2025年3月30日現在、三セク協加盟41社のうち中部ブロックの6社と、静岡県・愛知県・岐阜県・三重県内の鉄道事業者10社を合わせた、下記の16社で販売を行なっている。

- 三セク協 中部ブロック
  - 明知鉄道 ★
  - 長良川鉄道
  - 樽見鉄道
  - 天竜浜名湖鉄道
  - 愛知環状鉄道
  - 伊勢鉄道
- 静岡県・愛知県・岐阜県・三重県内の三セク協非加盟鉄道事業者
  - 伊豆急行 ※
  - 伊豆箱根鉄道（駿豆線）※
  - 岳南電車 ※
  - 静岡鉄道 ※
  - 大井川鐵道 ※
  - 遠州鉄道 ※
  - JR東海交通事業 ※
  - 養老鉄道 ※
  - 三岐鉄道 ※
  - 伊賀鉄道 ※

## テレビ番組
- 私たち鉄印帳はじめます。（BS11 2021年6月9日・10月5日 - ）

## 書籍
- 『旅行読売臨時増刊 オフィシャルブック鉄印帳の旅』（2021年3月2日 旅行読売出版社）
- 『旅行読売臨時増刊 鉄印帳フォトブック』（2022年3月29日 旅行読売出版社）